# Jasdan

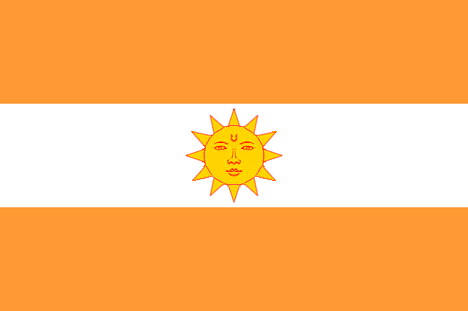
Drapeau de Jasdan

Jasdan était un État princier des Indes, dirigé par des souverains qui portaient le titre de "darbar". Cette principauté subsista jusqu'en 1948 puis a été intégrée à l'État de Gujerat.

## Liste des darbars de Jasdan de 1787 à 1948
- 1787-1809 Vajsur-Ola-Kachar Ier (+1809)
- 1809-1851 Chela-Vajsur-Kachar II (+1851)
- 1852-1904 Ala-Chela-Kachar (1831-1904)
- 1904-1912 Oda-Ala-Kachar II (+1912)
- 1912-1919 Vajsur-Oda-Kachar II (+1919)
- 1919-1948 Ala-Vajsur-Kachar (1905-1973)